# Göygöl (district)
Göygöl (ook geschreven als Goygol) is een district in Azerbeidzjan.
Göygöl telt 59.100 inwoners (01-01-2012) op een oppervlakte van 1030 km²; de bevolkingsdichtheid is 57,4 inwoners per km². Tot 2008 was het district bekend onder de naam Xanlar.